# Thomandersia
Thomandersia Baill., 1891 è un genere di piante angiosperme appartenente all'ordine Lamiales.  È l'unico genere della famiglia Thomandersiaceae Sreem., 1977.

## Etimologia
Il genere Thomandersia è stato definito scientificamente dal botanico e fisico francese Henri Ernest Baillon (1827 - 1895) nella pubblicazione "Histoire des Plantes (Baillon) - 10: 456. 1891" del 1891. La famiglia è stata definita dal botanico contemporaneo C.P. Sreemadhavan nella pubblicazione "Phytologia; Designed to Expedite Botanical Publication. New York - 37(4): 412 (1977)" del 1977.

## Descrizione

### Portamento
Il portamento delle specie di questo genere è arbustivo e arboreo. Di solito sono piante legnose.

### Foglie
Le foglie lungo il caule hanno una disposizione opposta con margini normalmente interi. La pagina abassiale possiede delle ghiandole secernenti una sostanza colorata di nero.

### Infiorescenze
Le infiorescenze sono terminali, subterminali o ascellari; sono inoltre indeterminate di tipo racemoso con piccoli fiori da subssesili a pedicellati. Ogni fiore è preceduto da due bratteole e sotteso da una piccola brattea abassiale. I fiori sono disposti in modo irregolare o in verticilli di tre o quattro.

### Fiori
I fiori sono ermafroditi e tetraciclici (ossia formati da 4 verticilli: calice– corolla – androceo – gineceo) e pentameri (ogni verticillo ha 5 elementi).
- Formula fiorale:

X K (5), [C (5), A (5)], G (2), supero, capsula
- Calice: la forma del calice è simile ad un tubo campanulato terminante con 5 lobi più o meno uguali (gamosepalo e subattinomorfo). La consistenza è coriacea (è accrescente alla fruttificazione e la colorazione rossastra suggerisce una certa lignificazione); il calice inoltre è vistosamente gonfiato dalla presenza di ghiandole nettarifere (nettare extragamico).

- Corolla: la corolla è zigomorfa e gamopetala, pentamera e bilabiata con struttura 2/3. Alla base è gonfiata. Il labbro superiore è formato da due petali fusi, quello inferiore da tre. I lobi sono disposti in modo patente. Il colore della corolla normalmente è bianco.

- Androceo:  l'androceo è formato da 4 stami didinami fertili (un quinto stame, adassiale, è presente come staminoide) alternati ai lobi della corolla. Tutti gli stami dono adnati al tubo della corolla. Le antere sono biloculari, oblunghe, parallele e dorsofisse. Il polline presenta una particolare struttura: il retinacolo (è una parte glutinosa del polline).[8]

- Gineceo: il gineceo è supero, bicarpellare e sincarpico. La placenta è assile. Gli ovuli (da uno a tre) sono emianatropi. Lo stilo è bifido. Attorno alla base del gineceo è presente una regione nettarifera scura.

### Frutti
Il frutto è una capsula biloculare legnosa con deiscenza loculicida (non esplosiva). I semi dei frutti (da 1 a 3 in ogni loculo) sono sostenuti dal retinacolo (una struttura che nei frutti è lignificata e con dei ganci sostiene il seme - è probabile che abbia un certo ruolo nell'espulsione dei semi); sono inoltre privi di endosperma. La forma dei semi è sferica di 2 mm di diametro con superficie verrucosa o squamosa.

## Biologia
Le specie di questo raggruppamento si riproducono per impollinazione tramite insetti (impollinazione entomogama).
La dispersione dei semi avviene inizialmente a causa del vento (dispersione anemocora); una volta caduti a terra sono dispersi soprattutto da insetti tipo formiche (mirmecoria).

## Distribuzione e habitat
L'areale di questa specie si estende in Africa centrale e occidentale.

## Tassonomia
In passato il genere Thomandersia è stato descritto all'interno delle famiglie Pedaliaceae e successivamente Acanthaceae, sulla base di valutazioni intuitive di un numero limitato di caratteri morfologici. Solamente negli ultimi anni diverse indagini sulle sue specie suggeriscono che Thomandersia sia sufficientemente distinto in termini morfologici e molecolari per meritare lo stato di famiglia come Thomandersiaceae. Rodriguez et al. 2014

### Specie
Il genere comprende le seguenti specie:
- Thomandersia anachoreta Heine, 1966
- Thomandersia butayei De Wild., 1906
- Thomandersia congolana De Wild. & T.Durand, 1899
- Thomandersia hensii De Wild. & T.Durand, 1899
- Thomandersia laurentii De Wild., 1905
- Thomandersia laurifolia (T.Anderson ex Benth.) Baill., 1892

### Filogenesi
Uno studio completo di campioni di erbario e analisi della sequenza del DNA confermano la collocazione della famiglia Thomandersiaceae (e quindi del genere Thomandersia) all'interno dell'ordine delle Lamiales. Questi dati dimostrano inoltre essere un clade morfologicamente distinto (monofiletico), che giace al di fuori di tutte le famiglie attualmente circoscritte di Lamiales. Recenti analisi di tipo filogenetico basate su alcune sequenze molecolari (del DNA) hanno suggerito, per questo genere, una possibile relazione con le famiglie Bignoniaceae, Schlegeliaceae, Lentibulariaceae e Verbenacee. In particolare è risultato essere un "gruppo fratello" con la famiglia Verbenaceae; a sua volta queste due entità formano un "gruppo fratello" con le famiglie Schlegeliaceae e Lentibulariace. Inoltre il retinacolo del polline, un carattere condiviso con le specie della famiglia Acanthaceae, è una omoplasia e rappresenta un esempio di evoluzione morfologica parallela all'interno delle Lamiales. Inoltre la maggior parte delle caratteristiche dell'infiorescenza e del fiore possono essere interpretate come caratteri plesiomorfici (come l'infiorescenza racemosa, la presenza delle bratteole e brattee nei fiori, i fiori pentameri, i quattro stami didinami e un pistillo superiore bicarpellare).
Caratteri unici e diagnostici per le specie di questo genere sono:
- il nettare presente nel calice;
- la forma della placenta espansa;
- lo stigma cilindrico;
- i semi sferici e squamosi.

Parallelamente diverse analisi di dati molecolari e morfologici suggeriscono che sia le Acanthaceae che le Pedaliaceae sono gruppi monofiletici ben supportati con l'esclusione del genere Thomandersia.